# Régale
Pour les articles homonymes, voir Régale (homonymie).

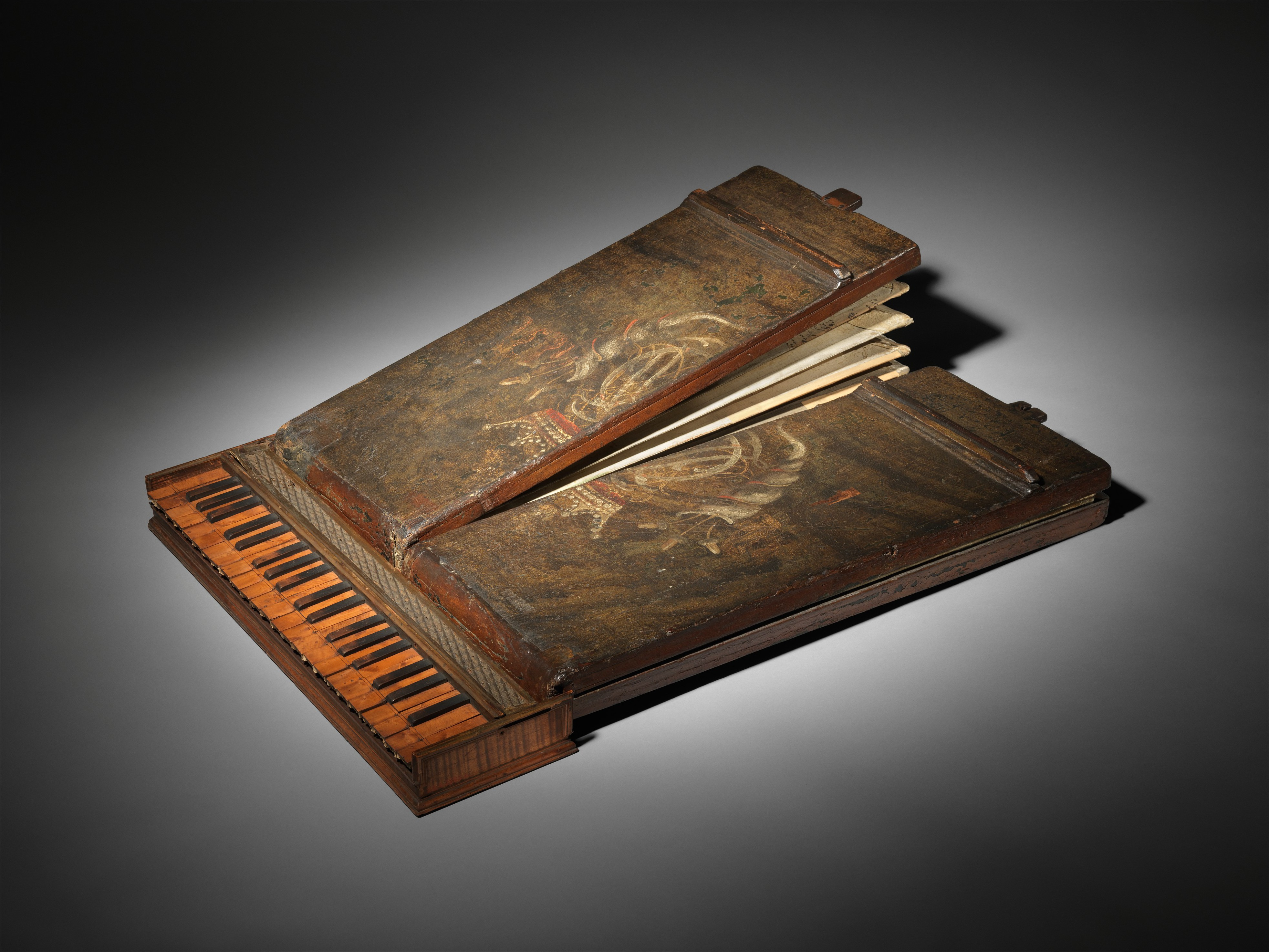
Un régale daté d'environ 1575 (Metropolitan Museum of Art).

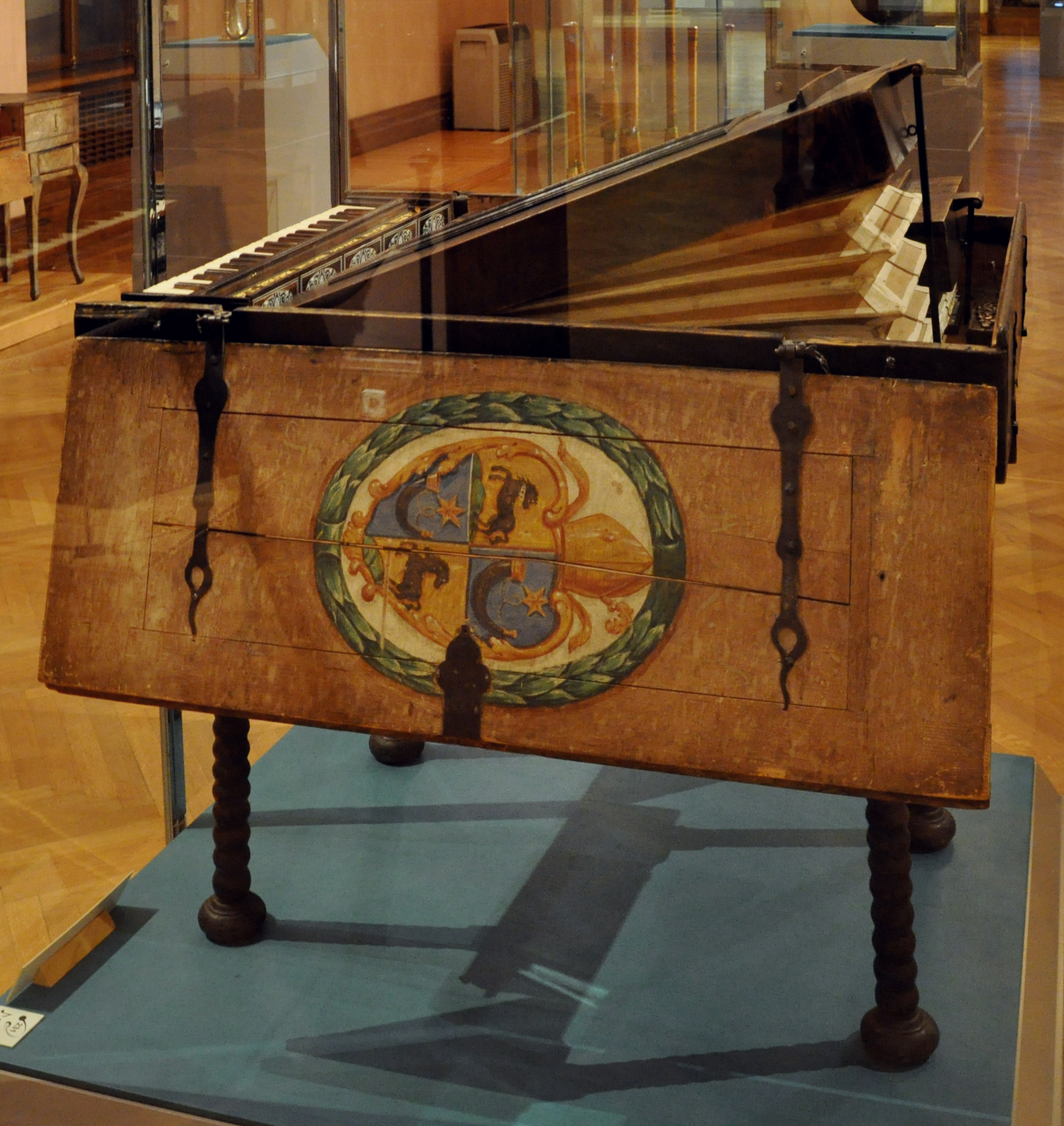
Un régale de 1580.

En organologie, un régale est un petit orgue transportable utilisé aux XIVe et XVe siècles. Mais Claudio Monteverdi l'utilise encore au début du XVIIe siècle (1607), dans son opéra L'Orfeo, au moment de décrire musicalement le royaume des Enfers, dans lesquels le héros pénètre afin de ramener Euridice à la vie. L'orgue régale a par la suite donné son nom à un jeu d'anche de sonorité proche.

## Description

### Orgue transportable
À l'origine, le régale était un tout petit orgue transportable composé uniquement de tuyaux à anches de 16', 8' 4', 2' et parfois 1', en vogue aux XIVe et XVe siècles en Allemagne, en France et en Espagne. On l'appelle aussi « orgue régale » ou « orgue bible » (bibelorgel ou bibelregal en allemand).

### Jeu d'orgue

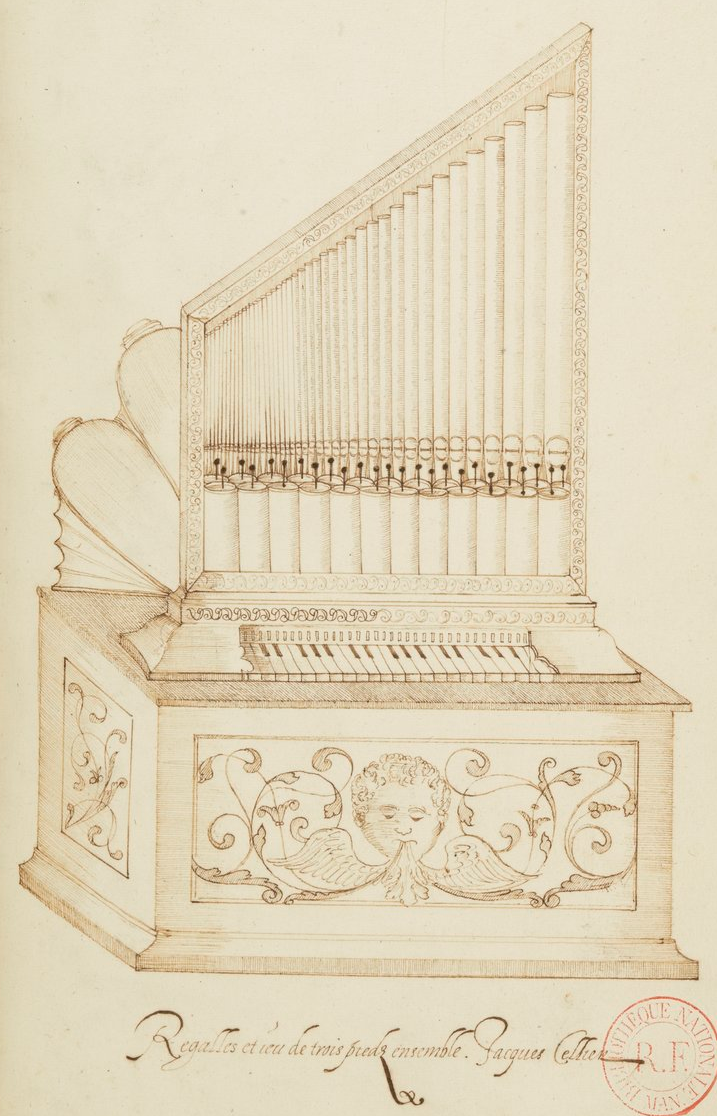
Fin XVIe par Jacques Cellier.

Plus tard, le mot « régale » a désigné un jeu d'anche dont la sonorité se rapprochait de celle de l’orgue-régale primitif. Le nom régale est employé comme terme générique pour désigner dans l’orgue une très large famille de jeux à anche, dont la principale caractéristique est d’avoir des résonateurs courts, très courts ou pas de résonateur du tout. Ce sont les facteurs d’orgue du nord de l’Allemagne qui vont expérimenter, surtout au cours du XVIe siècle différentes formes de résonateurs aboutissant à une grande variété de timbres, et aussi une grande variété de noms pittoresques évoquant soit la forme du résonateur, soit le son obtenu (Gedecktregal, Geigenregal, Grossregal, Harfenregal, Holzrankett, Holzregal, Jungfernregal, Kälberregal, Kinura, Kleinregal, Knopfregal, Kopflinregal, Kopfregal, etc.).
Passé de mode au début du XVIIe siècle en Europe du Nord, la famille des régales se répand et continue d’être utilisée dans les orgues espagnols, prenant pour noms Gaitas, Dulzaina, Orlos, Regalias ou Violeta et certains vont même être montés en chamade. Dans l'orgue français, le régale persiste sous le nom de voix humaine, jeu d'anche à résonateur très court et partiellement bouché.
Il faudra attendre le regain d’intérêt pour l’orgue baroque initié au début du XXe siècle pour que les facteurs d’orgue d'Europe et d'ailleurs installent à nouveau des régales dans les orgues. Il est aujourd'hui largement représenté dans la facture d'orgue néoclassique. Il est également le jeu de prédilection des orgues d'appartement ou des orgues transportables du fait de sa petite taille et donc de son faible encombrement.

## Exemple sonore
Extrait de « Est-ce mars ? » de Jan Pieterszoon Sweelinck, dernier mouvement, joué sur le jeu de régale espagnol 8' d'un instrument numérique.

## Occurrences
- Régale 8 : clavier d'écho, orgue de la Cathédrale Sainte-Réparate de Nice
- Dulzaina en chamade 8 : récit, orgue de l'église Saint-Pierre d'Arène (Nice)
- Régale 8 et Régale 4 : récit, orgue Schwenkedel de l'église Saint-Martin à Saulxures-lès-Nancy,
- Basse de Régale 2' en chamade : grand chœur de l'orgue de Notre-Dame de Paris
- Dessus de Régale 16' en chamade : grand chœur de l'orgue de Notre-Dame de Paris